# 托尼·斯特拉恩
托尼·斯特拉恩（英語：Tony Strahan，1946年1月1日—），澳大利亚男子游泳运动员。他曾代表澳大利亚参加1962年大英帝国和英联邦运动会游泳比赛，获得男子880码自由泳接力金牌。